# Oxalis perennans
Oxalis perennans är en harsyreväxtart som beskrevs av Adrian Hardy Haworth. Oxalis perennans ingår i släktet oxalisar, och familjen harsyreväxter. Inga underarter finns listade i Catalogue of Life.